# Markos Geneti
Markos Geneti, född den 7 juni 1984 i Wolega, är en etiopisk friidrottare som tävlar i medeldistanslöpning.
Geneti var en mycket lovande junior med VM-guld på 3 000 meter för ungdomar 2001 och VM-silver 2002 på 5 000 meter vid VM för juniorer på meritlistan.
Som senior har han inte varit lika framgångsrik. Vid inomhus-VM 2004 blev han bronsmedaljör på 3 000 meter. Han deltog även på 1 500 meter vid VM 2005 i Helsingfors men blev där utslagen i semifinalen.

## Personliga rekord
- 1 500 meter - 3.33,83
- 3 000 meter - 7.38,11 (inomhus 7.32,69)
- 5 000 meter - 13.00,25